# Володарский (Татарстан)
 Володарский  — поселок в Нижнекамском районе Татарстана. Входит в состав Макаровского сельского поселения.

## География
Находится в центральной части Татарстана на расстоянии приблизительно 46 км по прямой на юг-юго-запад от районного центра города Нижнекамск у речки Старая.

## История
Основан в 1910-х годах как поселок Лихачи.

## Население
Постоянных жителей было: в 1920—235, в 1926—258, в 1938—248, в 1949—266, в 1958—239, в 1970—233, в 1979—102, в 1989 — 31, в 2002 − 14 (чуваши 93 %), 14 в 2010.